# Bafut
Bafut ist ein traditionelles Königreich im Nordwesten Kameruns (Westafrika), nördlich von Bamenda.

## Geschichte
Traditionell war Bafut ein Fontum oder Königreich, das vom Fon von Bafut mit Hilfe traditioneller Strukturen regiert wurde. Im Anschluss an die Bafut-Kriege zu Beginn des 20. Jahrhunderts kam die Region jedoch unter die Obhut des Deutschen Reichs. Die Deutschen zwangen den Fon von Bafut ins Exil, mussten ihn später jedoch wieder einsetzen, weil der von ihnen eingesetzte Verwalter nicht akzeptiert wurde.
Mit dem Fall des Deutschen Reiches am Ende des Ersten Weltkriegs kam die Region als Britisch-Kamerun unter die Obhut der englischen Krone. Mindestens einer der Fons von Bafut, Achirimbi II., war den Engländern freundlich gesinnt. Als diese 1961 Kamerun verließen, blieb der Region die Wahl, dem neuen Staat Kamerun oder aber Nigeria anzugehören. Achirimby II. soll bemerkt haben, dass dies eine Wahl zwischen „Feuer und der Tiefsee“ sei. Schließlich schloss sich Bafut Kamerun an.

## Kultur

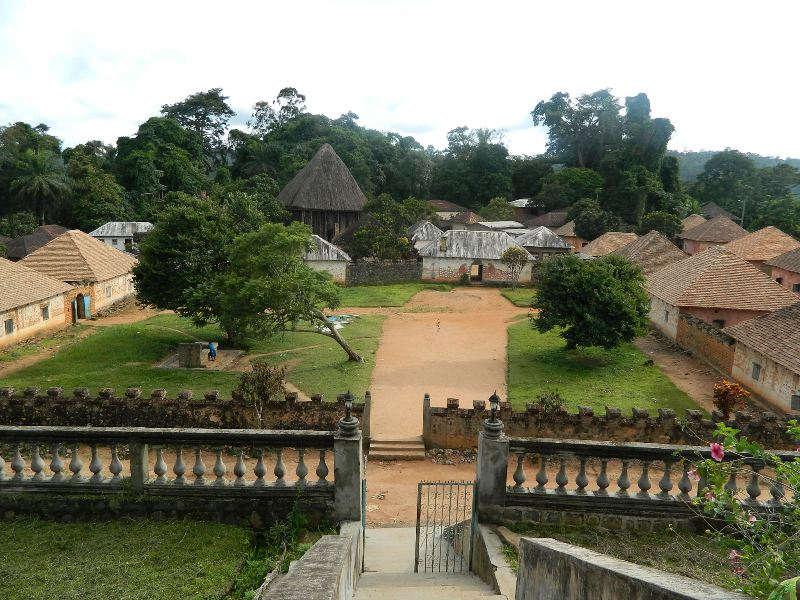
Historisches Wohnareal von Bafut mit dem Gebäude für den Fon im Hintergrund

Das Leben der Menschen in Bafut ist stark landwirtschaftlich geprägt. Es bestehen jedoch vermehrt Bildungsmöglichkeiten und die wohlhabenden Familien bemühen sich, ihren Kindern eine weiterführende Schulbildung zu ermöglichen. Diese ist bis zum A-Level in Bafut an diversen Schulen möglich, so etwa im Bereich Technik, Business oder Hauswirtschaft. Darüber hinaus gibt es diverse Bildungsmöglichkeiten im nahegelegenen Bamenda.
Im Königreich Bafut wird außer Englisch und Pidgin-Englisch auch noch Bafut gesprochen – eine von über 280 lokalen Sprachen in Kamerun.
Interessant ist es, sowohl das Mächteverhältnis von traditionellen Machthabern – hier dem Fon von Bafut – und offiziellen Regierungsbeamten als auch das Verhältnis zwischen Fon und den Bewohnern Bafuts zu beobachten. Hierbei spielen Traditionen noch eine ganz besondere Rolle.

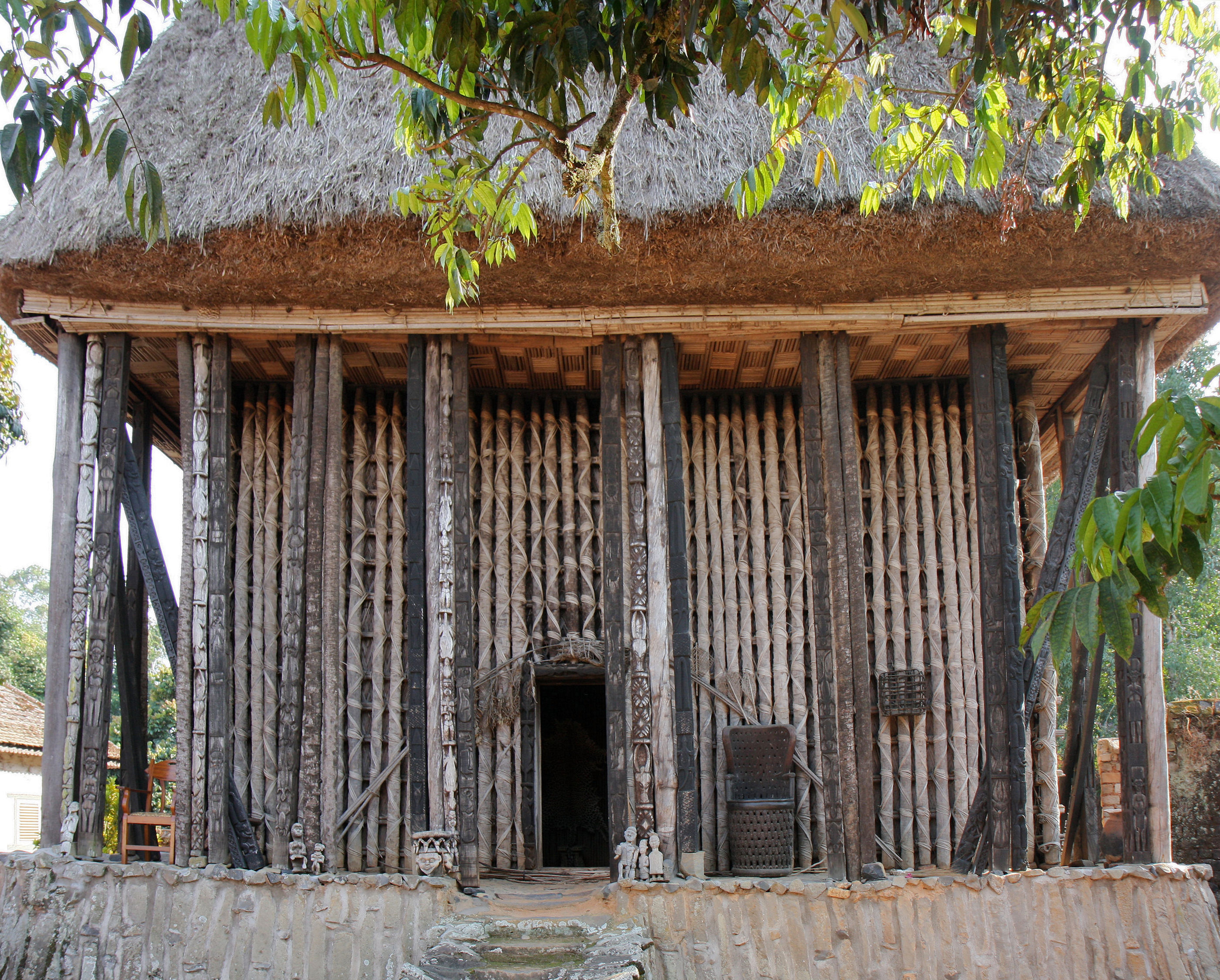
Zentralgebäude mit Dachbedeckung aus Naturmaterialien, heute ein dort diskutierter Ansatz für Ökologisches Bauen in Afrika

Sehenswert ist auch der „Palast“ vom Fon von Bafut, der aus vielen mit grasbedeckten Häusern/Lehmhütten besteht. Zudem ist hier noch ein Gebäude aus der deutschen Kolonialzeit vorhanden, in welchem ein Museum besichtigt werden kann.